# Marsha Blackburn
Marsha Wedgeworth Blackburn (Laurel, 6 giugno 1952) è una politica statunitense, senatrice per lo stato del Tennessee dal 2019 ed in precedenza membro della Camera dei Rappresentanti per lo stesso stato dal 2003 al 2019. La Blackburn è la quarta donna proveniente dal Tennessee ad essere eletta alla Camera, ma la prima a non sostituire il marito e si configura come una Repubblicana del Tea Party. È descritta come convintamente conservatrice.
In un sondaggio on-line del 2006 è stata eletta "la donna più sexy della politica USA".

## Biografia
Marsha Wedgeworth Blackburn è nata a Laurel, Mississippi, da Mary Jo (Morgan) e Hilman Wedgeworth, che hanno lavorato nel settore delle vendite. Ha frequentato la Mississippi State University con una borsa di studio, conseguendo una laurea in economia domestica nel 1974. Al college ha lavorato come student manager per Southwestern Advantage, una società di marketing multilivello che vende prodotti educativi porta a porta. È un'ex vincitrice di un concorso di bellezza.

### Attività professionale
La carriera professionale di Blackburn è iniziata nel 1973, quando è stata assunta come responsabile delle vendite per la Times Mirror Company. Nel 1975 è stata nominata Director of Retail Fashion and Special Events della Castner Knott Division of Mercantile Stores, Inc. Ha ricoperto questa posizione fino al 1978, quando è diventata proprietaria di Marketing Strategies, una società di gestione di eventi promozionali e consulenza d'immagine. Continua a gestire questa attività.

### Attività politica
Blackburn era un membro fondatore dei giovani repubblicani della contea di Williamson. È diventata presidente del Partito repubblicano della contea di Williamson dal 1989 al 1991.  Nel 1992 è stata candidata al Congresso e delegata alla Convenzione nazionale repubblicana del 1992. Ha perso la corsa al Congresso, ma è rimasta attiva in sedi sociali e politiche.
Nel 1995 è diventata direttrice del Tennessee Film, Entertainment and Music Commission del governatore del Tennessee Don Sundquist, mantenendo l'incarico sino al 1997.

### Al Senato del Tennessee
Nel 1998 è stata eletta al Senato del Tennessee dove è rimasta sino al 2003. Nel 2000 ha partecipato al tentativo di bloccare l'approvazione di una legge relativa all'imposta sul reddito statale.
Nel 2002, il repubblicano Ed Bryant ha rinunciato al suo posto di rappresentante degli Stati Uniti dal 7º distretto del Tennessee per poter candidarsi al Senato. Blackburn ha così corso contro il democratico Tim Barron per il seggio ed è stata eletta con il 70% dei voti. Nel 2004 si è nuovamente candidata ed è stata rieletta così come è stata successivamente rieletta in tutte le altre elezioni occupando quel ruolo sino alla fine del 2018.

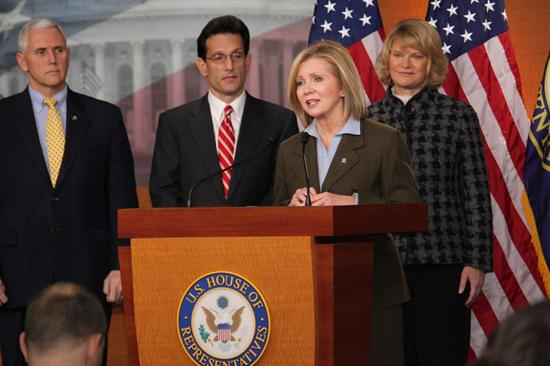
Blackburn con Eric Cantor, Mike Pence e Cynthia Lummis a una conferenza stampa nel 2010

Nel novembre 2007 si è candidata senza successo per la carica di presidente della conferenza repubblicana, quindi ha partecipato come senior advisor alla campagna presidenziale del 2008 di Mitt Romney per poi dimettersi e appoggiare la candidatura dell'ex senatore degli Stati Uniti Fred Thompson per la presidenza.

### Al Senato degli Stati Uniti
Nell'ottobre 2017, il governatore del Tennessee Bill Haslam ha rifiutato di candidarsi per il seggio del Senato lasciato libero da Bob Corker. Poco dopo, Blackburn ha annunciato la sua campagna per il seggio. Nel suo annuncio, ha detto che i repubblicani della Camera erano frustrati con i repubblicani del Senato che, secondo loro, agiscono come democratici su questioni importanti, tra cui l'Obamacare. Nell'annuncio della sua candidatura, la Blackburn si è descritta come una "conservatrice del Tennessee intransigente", ha affermato di essere "politicamente scorretta" e ha notato con orgoglio che i liberali l'hanno definita una "gallina". Blackburn ha respinto il compromesso e il bipartitismo, dicendo: "Nessun compromesso, nessuna scusa". Ha anche detto che portava una pistola nella borsa. Il 2 agosto, Blackburn ha ricevuto 610.302 voti (84,48%) alle primarie repubblicane, vincendo la nomina del suo partito.

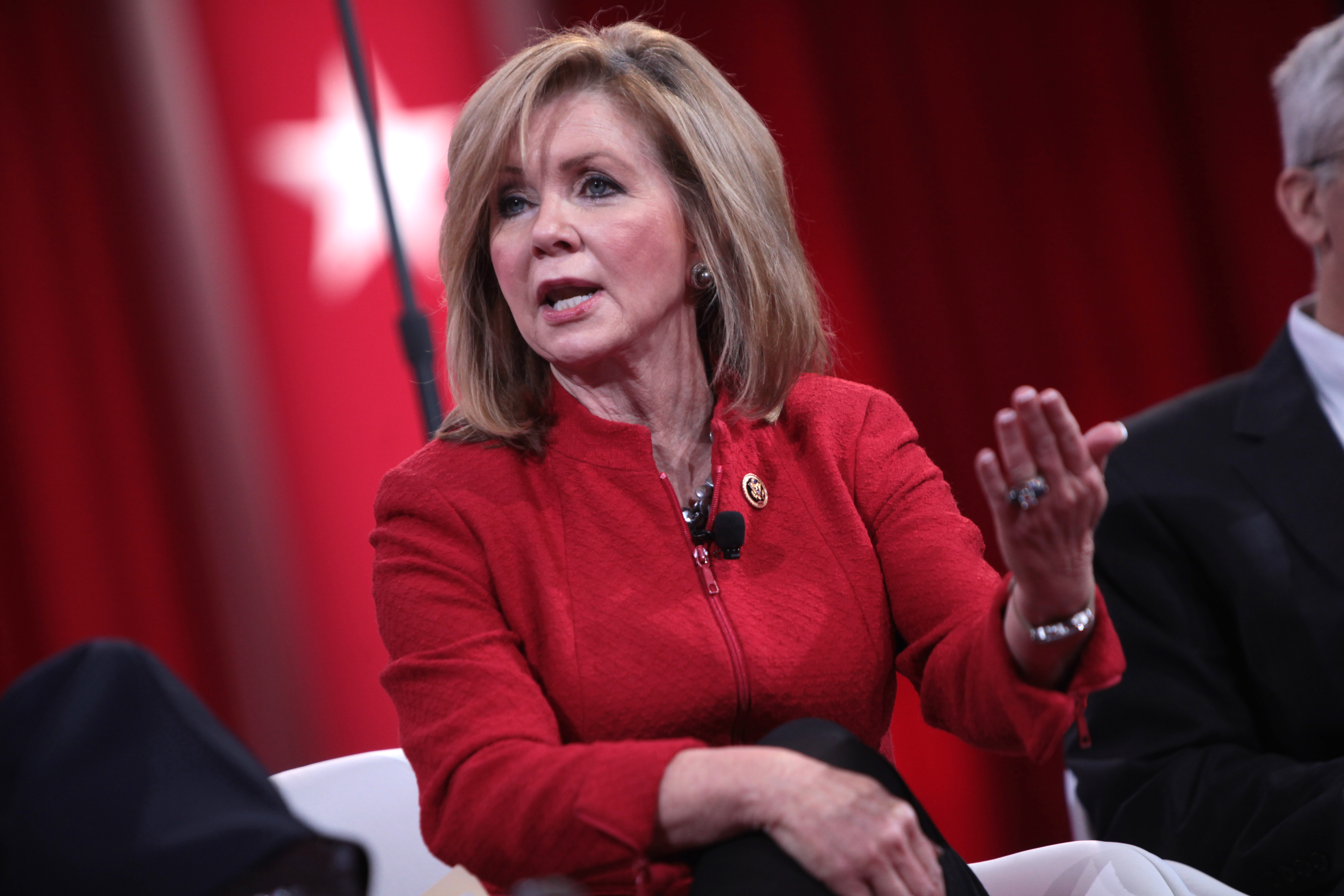
Blackburn parla a una convention di conservatori a National Harbor, Maryland, nel febbraio 2015

All'inizio della campagna, il repubblicano in carica Bob Corker, in pensione, ha affermato che l'avversario di Blackburn, il democratico Phil Bredesen, era "un ottimo sindaco, un ottimo governatore, un ottimo uomo d'affari", che aveva "vero fascino" e "appello incrociato" e che i due avevano collaborato bene nel corso degli anni. Tuttavia, Corker ha detto che avrebbe votato per Blackburn e si è chiesto se Bredesen sarebbe stata in grado di vincere un seggio al Senato in uno stato rosso come il Tennessee. In seguito alle lodi di Corker per Bredesen, il leader della maggioranza al Senato Mitch McConnell ha avvertito Corker che tali commenti potrebbero costare al Partito Repubblicano la maggioranza del Senato. Poco dopo i commenti di Corker, il presidente Trump ha twittato un'approvazione per la Blackburn. La Blackburn ha ampiamente sostenuto le politiche del presidente Donald Trump, compreso un muro di confine tra Stati Uniti e Messico, e condivide la sua opinione riguardo alle proteste dell'inno nazionale della National Football League. Il vicepresidente Mike Pence ha anche approvato la Blackburn pochi giorni dopo, il 23 aprile 2018. Durante la campagna, Blackburn si è impegnata a sostenere l'agenda del presidente Trump e ha affermato che il suo avversario, Bredesen, non l'avrebbe fatto, chiedendo: "Pensi che Phil Bredesen voterebbe gridando Chuck Schumer o voterebbe con il nostro presidente quando si tratta di sostenere le nostre truppe e sostenere i nostri veterani?".
Blackburn e Bredesen hanno rivelato a metà aprile 2018 di aver raccolto ciascuno quasi 2 milioni di dollari durante il primo trimestre dell'anno. Nell'ottobre 2018, la cantautrice Taylor Swift ha approvato Bredesen. Una decisione importante dato che Swift era stata pubblicamente apolitica. Swift ha condiviso un collegamento al sito web di registrazione degli elettori apartitici, Vote.org, che ha registrato un picco significativo nelle visualizzazioni e nelle nuove registrazioni. L'approvazione di Swift è stata criticata da Donald Trump e da Mike Huckabee il quale ha detto: "[Lei] ha tutto il diritto di essere politica ma non avrà alcun impatto [sulle] elezioni a meno che non permettiamo alle ragazze di 13 anni di votare". Dopo l'episodio Trump, sempre su Swift, ha affermato su Twitter di "gradire la musica [di Taylor] un 25% in meno [di prima]". 

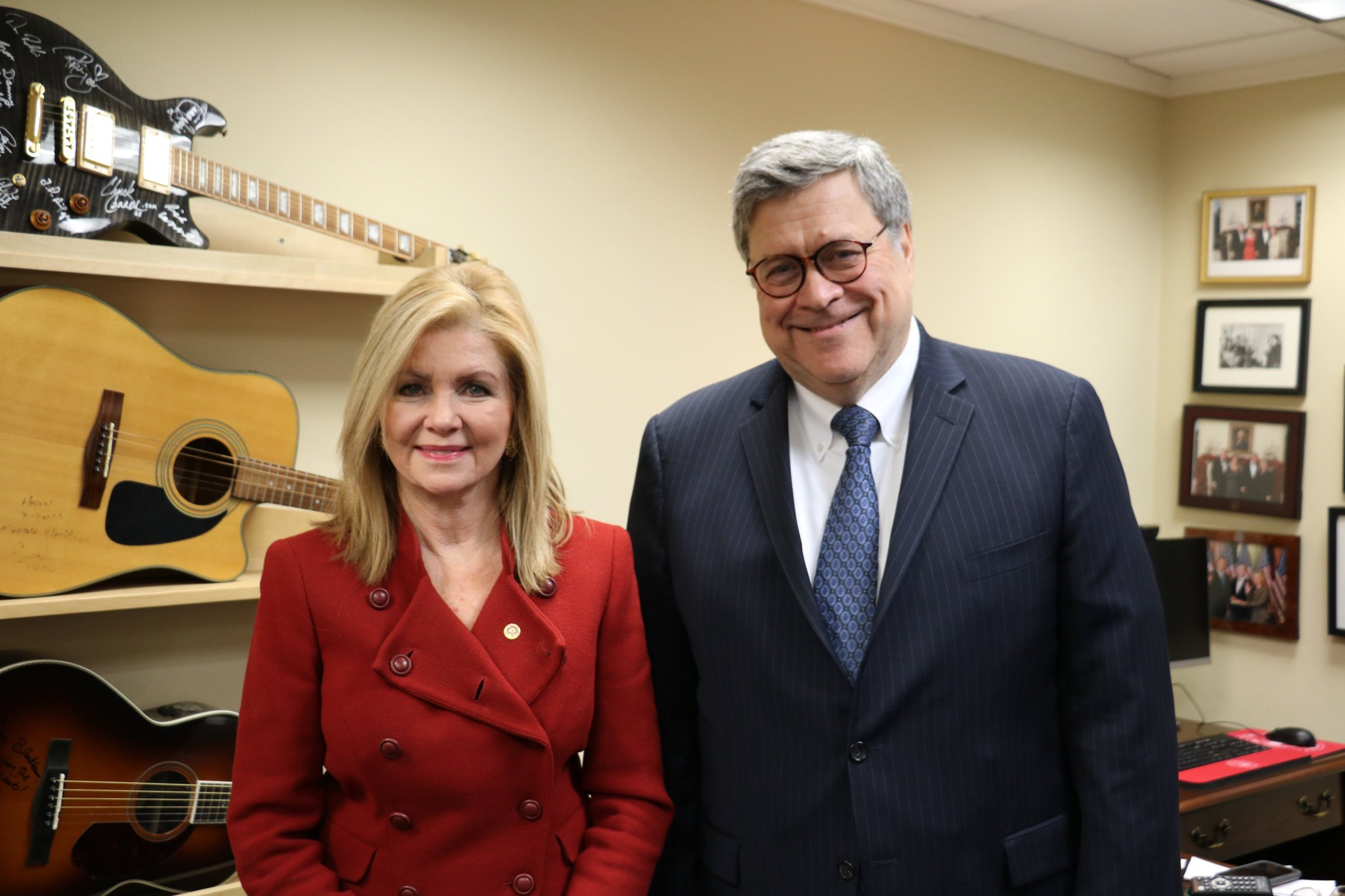
Blackburn con William Barr nel 2019

Per la maggior parte della campagna, i sondaggi hanno mostrato che i due candidati erano quasi vicini. Tuttavia, a seguito delle udienze di conferma della Corte Suprema di Brett Kavanaugh, Blackburn ha superato Bredesen. Alcuni ritengono che le udienze abbiano mobilitato gli elettori repubblicani nello stato,  anche se i democratici a livello nazionale hanno vinto la Camera. Blackburn ha vinto le elezioni il 6 novembre 2018, portando il 54,7% dei voti contro il 43,9% di Bredesen, un margine inaspettato. Ha portato tutte le contee dello stato tranne tre (Davidson, Shelby e Haywood), il maggior numero di contee mai vinto in un'elezione aperta al senato nel Tennessee.

### Rapporto con Donald Trump
Nel novembre 2016, Blackburn si è unita alla squadra di transizione presidenziale di Trump come vicepresidente.  Era una sua convinta sostenitrice e ha sostenuto la maggior parte delle sue politiche e proposte.
Nell'aprile 2018, ha firmato una lettera in cui proponeva formalmente il presidente Donald Trump per il Premio Nobel per la pace "in riconoscimento del suo lavoro per porre fine alla guerra di Corea, denuclearizzare la penisola coreana e portare la pace nella regione".

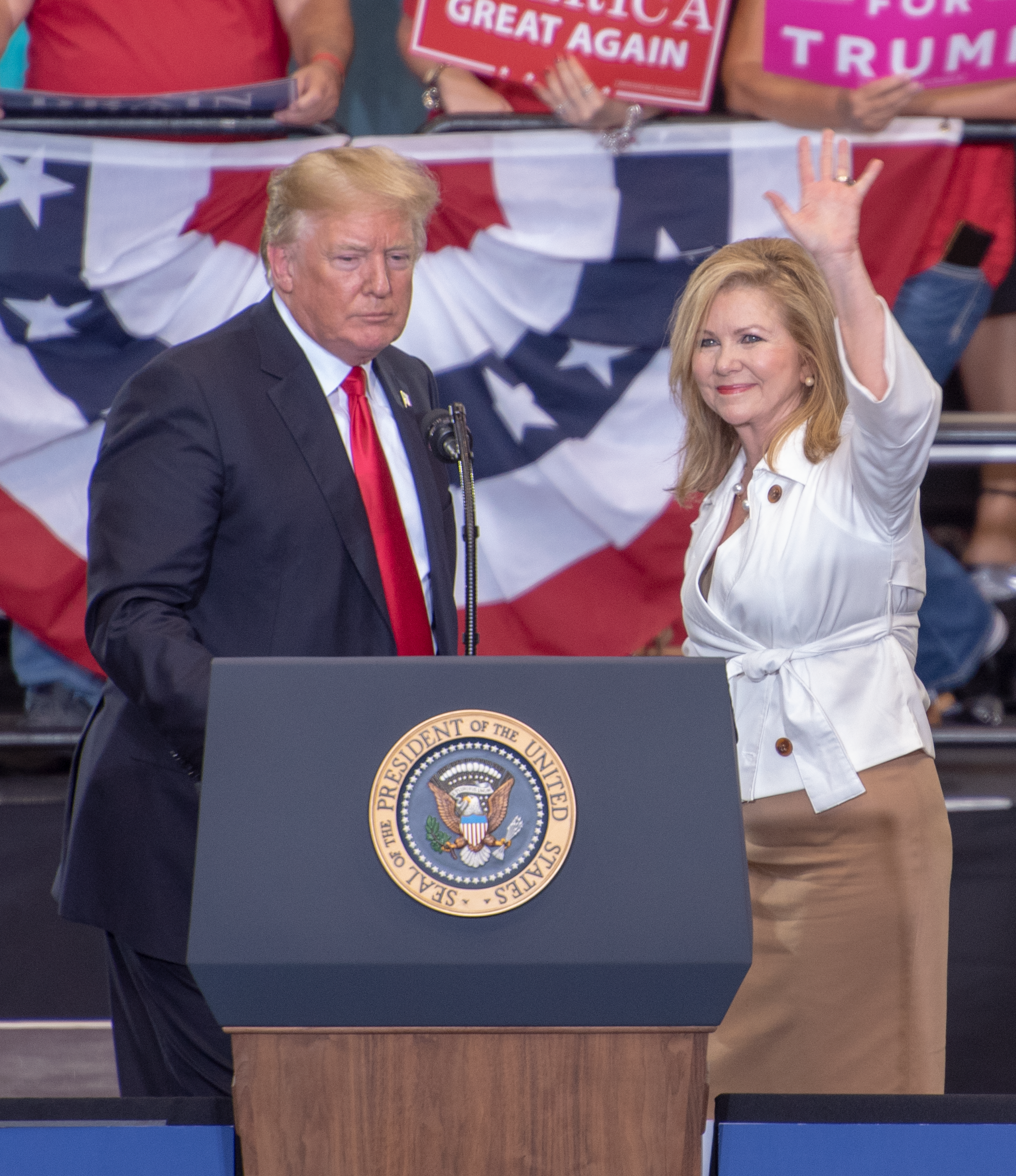
Blackburn e il Presidente Donald Trump a Nashville nel 2018

Durante il primo processo di impeachment al Senato di Trump, Blackburn ha lasciato l'aula per un'intervista televisiva. Ha anche attirato l'attenzione leggendo un libro durante il procedimento. Blackburn ha trascorso del tempo durante il processo per twittare sul tenente colonnello Alexander Vindman - un ufficiale dell'esercito decorato e veterano di Purple Heart diventato una figura centrale nel procedimento di impeachment di Trump al Congresso dopo aver testimoniato di aver sentito Trump fare pressioni sul presidente dell'Ucraina per indagare sul figlio di uno dei suoi rivali politici, l'ex vicepresidente Joe Biden - definendolo antipatriottico per le "maldicenze".
Dopo che Biden ha vinto le elezioni presidenziali degli Stati Uniti del 2020, Blackburn ha sostenuto le false affermazioni di vittoria di Trump e ha raccolto fondi per sostenere lo sforzo della campagna di Trump per ribaltare i risultati elettorali in tribunale.  In un'intervista del 20 novembre, ha brevemente chiamato Biden il "presidente eletto", ma in seguito lo ha ritrattato dicendo che era stato un errore. Il 2 gennaio 2021, Blackburn e altri 10 senatori repubblicani hanno annunciato che avrebbero votato per opporsi alla certificazione dei risultati delle elezioni del 6 gennaio, la sessione congiunta del Congresso in cui si verifica la certificazione di un'elezione presidenziale, adducendo falsi accuse di diffusa frode elettorale, irregolarità e modifiche incostituzionali alle leggi e alle restrizioni di voto. Ma dopo che quel giorno una folla di sostenitori di Trump ha preso d'assalto il Campidoglio, ha votato per certificare i risultati delle elezioni.

## Posizioni politiche

### Aborto e ricerca sulle staminali
La Blackburn si oppone all'aborto. Nel 2013, è stata scelta per gestire il dibattito su un disegno di legge promosso dai repubblicani della Camera che avrebbe proibito gli aborti dopo 22 settimane di gestazione, con limitate eccezioni per stupro o incesto.
Nel marzo 2016, la Blackburn ha presieduto un comitato a guida Repubblicana convocato per "esplorare le implicazioni etiche dell'uso del tessuto fetale nella ricerca biomedica". I Democratici del comitato hanno definito l'indagine una caccia alle streghe motivata politicamente e si sono opposti a citazioni in giudizio che chiedono "nomi di ricercatori, tecnici e personale medico coinvolti nella manipolazione del tessuto fetale.

### Evoluzione
La Blackburn rigetta la teoria dell'evoluzione.

### Cambiamento climatico
La Blackburn rifiuta di riconoscere il consenso scientifico sui cambiamenti climatici.  Ha detto nel 2015: "La giuria non ha ancora deliberato che l'uomo sia la causa del riscaldamento globale, dopo che la terra ha iniziato a raffreddarsi 13 anni fa."
Appare nel documentario del 2012 Koch Brothers Exposed, sulle attività politiche dei fratelli Koch dove è elencata tra le maggiori beneficiarie di contributi elettorali da parte dell'industria dei combustibili fossili.

## Vita privata
È sposata con Chuck Blackburn, fondatore della International Bow Tie Society (IBTS). La coppia vive a Brentwood, un sobborgo di Nashville nella contea di Williamson. e ha due figli.
Presbiteriana, è un membro della C Street Family, un gruppo di preghiera che include membri del Congresso. È un ex membro dello Smithsonian Libraries Advisory Board.